# Ryjówki (plemię ssaków)
Ryjówki (Soricini) – plemię owadożernych ssaków z podrodziny ryjówek (Soricinae) w obrębie rodziny ryjówkowatych (Soricidae).

## Zasięg występowania
Plemię obejmuje gatunki (tylko z rodzaju Sorex) występujące w Ameryce Północnej i Eurazji.

## Podział systematyczny
Do plemienia należy jeden współcześnie występujący rodzaj:
- Sorex Linnaeus, 1758 – ryjówka

Opisano również rodzaje wymarłe:
- Cretasorex Nesov & Gureyev, 1981[21] – jedynym przedstawicielem był Cretasorex arkhangelskyi Nesov & Gureyev, 1981
- Deinsdorfia F. Heller, 1963[22]